# Jean-Christophe Devaux
Jean-Christophe Devaux (ur. 16 maja 1975 w Lyonie) – francuski piłkarz, reprezentant Francji w piłce plażowej, środkowy obrońca. Posiada także obywatelstwo polskie.
Pierwszym klubem piłkarza był Olympique Lyon, grał w nim od 1994 do 1999. Kolejne jego kluby to: Servette FC (1999–2000), Racing Strasbourg (2000-2007) i Stade de Reims. Z Racingiem w 2001 wygrał Puchar Francji, a w 2005 Puchar Ligi Francuskiej; po meczu finałowym tych rozgrywek Devaux został uznany za jego bohatera. W najwyższej klasie rozgrywkowej we Francji (Ligue 1) zadebiutował w 1995, podczas meczu Olympique z OGC Nice (0:1). W 2009 roku zakończył karierę.
Jego babka od strony matki była Polką, urodziła się pod Krakowem. Była więźniarką obozu koncentracyjnego w Niemczech, gdzie poznała swojego przyszłego męża Francuza; po wyzwoleniu obozu wyjechali do Lyonu. Piłkarz otrzymał już obywatelstwo polskie i wyraził chęć zagrania w reprezentacji Polski.